# Paulo Azzi
Paulo Daniel Dentello Azzi (Bragança Paulista, São Paulo, 15 de julio de 1994) es un futbolista brasileño que juega como defensa en el Cagliari Calcio de la Serie A de Italia.

## Trayectoria

### Inicios
Nacido en Bragança Paulista, se unió a las categorías juveniles del Paulista F. C. en 2008 a los 13 años. En julio de 2013 fue ascendido al primer equipo antes de la Copa Paulista de ese año.

### A. S. Cittadella
El 31 de enero de 2014, se unió al A. S. Cittadella de la Serie B de Italia.
Hizo su debut en la jornada 29 como titular frente al Carpi F. C. 1909 el 15 de marzo en un partido para la Serie B, el partido terminó en 1-0 para su club. Marcó su primer gol la jornada siguiente frente al Calcio Padova en condición de visitante el 22 de marzo en el minuto 52, para marcar el 2-0, al final el partido concluyó en 4-0. Después tuvo 2 choques ligueros frente al Brescia Calcio y el U. S. Avellino 1912, los dos perdidos 1-0.

### Tombense F. C.
El 1 de septiembre de 2014 fue transferido al Tombense F. C., del Campeonato Brasileño de Serie B, nunca llegó a debutar oficialmente.

### Spezia Calcio
Gracias a que no obtuvo los minutos que necesitaba, el 28 de agosto de 2015 fue cedido por 5 meses al Spezia Calcio
Tuvo su debut el 23 de diciembre en la jornada 20 de la Serie B, frente al Como 1907 en condición de local, el partido culminó 1-1.

### F. C. Pavia 1911
El 29 de enero de 2016, nuevamente fue cedido al F. C. Pavia 1911, por 5 meses.
Hizo su debut el 6 de febrero frente al A. C. Cuneo 1905 en la jornada 21 de la Serie C, el partido terminó 2-0 ganando el Pavia, hasta el final de temporada jugó 6 partidos y no marcó ningún gol.

### Pordenone Calcio
El 11 de julio de 2016, fue enviado a préstamo al Pordenone Calcio de la Serie C de Italia por 6 meses.

### A. S. D. Siracusa
El 6 de enero de 2017, se oficializó la cesión para el A. S. D. Siracusa de la Serie C.

## Estadísticas

### Clubes
Actualizado al último partido disputado el 17 de diciembre de 2024.
| Club                             | Div.          | Temporada     | Liga  | Liga  | Copas nacionales | Copas nacionales | Copas internacionales | Copas internacionales | Copas estatales | Copas estatales | Total | Total |
| Club                             | Div.          | Temporada     | Part. | Goles | Part.            | Goles            | Part.                 | Goles                 | Part.           | Goles           | Part. | Goles |
| -------------------------------- | ------------- | ------------- | ----- | ----- | ---------------- | ---------------- | --------------------- | --------------------- | --------------- | --------------- | ----- | ----- |
| Paulista F. C. · Brasil          | 1.ª (SA)      | 2012-13       | —     | —     | ―                | ―                | ―                     | ―                     | 3               | 0               | 3     | 0     |
| Paulista F. C. · Brasil          | Total club    | Total club    | 0     | 0     | 0                | 0                | 0                     | 0                     | 3               | 0               | 3     | 0     |
| A. S. Cittadella · Italia        | 2.ª           | 2013-14       | 4     | 1     | —                | —                | ―                     | ―                     | —               | —               | 4     | 1     |
| A. S. Cittadella · Italia        | Total club    | Total club    | 4     | 1     | 0                | 0                | 0                     | 0                     | 0               | 0               | 4     | 1     |
| Spezia Calcio · Italia           | 2.ª           | 2015-16       | 1     | 0     | 0                | 0                | —                     | —                     | —               | —               | 1     | 0     |
| Spezia Calcio · Italia           | Total club    | Total club    | 1     | 0     | 0                | 0                | 0                     | 0                     | 0               | 0               | 1     | 0     |
| F. C. Pavia 1911 · Italia        | 3.ª           | 2015-16       | 6     | 0     | —                | —                | ―                     | ―                     | —               | —               | 6     | 0     |
| F. C. Pavia 1911 · Italia        | Total club    | Total club    | 6     | 0     | 0                | 0                | 0                     | 0                     | 0               | 0               | 6     | 0     |
| Pordenone Calcio · Italia        | 1.ª           | 2016-17       | 7     | 1     | 3                | 1                | —                     | —                     | —               | —               | 10    | 2     |
| Pordenone Calcio · Italia        | Total club    | Total club    | 7     | 1     | 3                | 1                | 0                     | 0                     | 0               | 0               | 10    | 2     |
| A. S. D. Siracusa · Italia       | 3.ª           | 2016-17       | 18    | 3     | —                | —                | —                     | —                     | —               | —               | 18    | 3     |
| A. S. D. Siracusa · Italia       | Total club    | Total club    | 18    | 3     | 0                | 0                | 0                     | 0                     | 0               | 0               | 18    | 3     |
| A. S. Bisceglie · Italia         | 3.ª           | 2017-18       | 34    | 3     | 1                | 1                | —                     | —                     | —               | —               | 35    | 4     |
| A. S. Bisceglie · Italia         | Total club    | Total club    | 34    | 3     | 1                | 1                | 0                     | 0                     | 0               | 0               | 35    | 4     |
| F. C. Pro Vercelli 1892 · Italia | 3.ª           | 2018-19       | 27    | 1     | —                | —                | —                     | —                     | —               | —               | 27    | 1     |
| F. C. Pro Vercelli 1892 · Italia | 3.ª           | 2019-20       | 25    | 2     | 2                | 2                | —                     | —                     | —               | —               | 27    | 4     |
| F. C. Pro Vercelli 1892 · Italia | Total club    | Total club    | 52    | 3     | 2                | 2                | 0                     | 0                     | 0               | 0               | 54    | 5     |
| U. S. Seregno · Italia           | 4.ª           | 2020-21       | 1     | 1     | —                | —                | —                     | —                     | —               | —               | 1     | 1     |
| U. S. Seregno · Italia           | Total club    | Total club    | 1     | 1     | 0                | 0                | 0                     | 0                     | 0               | 0               | 1     | 1     |
| Calcio Lecco 1912 · Italia       | 3.ª           | 2020-21       | 18    | 2     | —                | —                | —                     | —                     | —               | —               | 18    | 2     |
| Calcio Lecco 1912 · Italia       | Total club    | Total club    | 18    | 2     | 0                | 0                | 0                     | 0                     | 0               | 0               | 18    | 2     |
| Modena F. C. · Italia            | 3.ª           | 2020-21       | —     | —     | 2                | 1                | —                     | —                     | —               | —               | 2     | 1     |
| Modena F. C. · Italia            | 3.ª           | 2021-22       | 35    | 6     | —                | —                | —                     | —                     | —               | —               | 35    | 6     |
| Modena F. C. · Italia            | 2.ª           | 2022-23       | 15    | 0     | 2                | 0                | —                     | —                     | —               | —               | 17    | 0     |
| Modena F. C. · Italia            | Total club    | Total club    | 50    | 6     | 4                | 1                | 0                     | 0                     | 0               | 0               | 54    | 7     |
| Cagliari Calcio · Italia         | 2.ª           | 2022-23       | 21    | 2     | —                | —                | —                     | —                     | —               | —               | 21    | 2     |
| Cagliari Calcio · Italia         | 1.ª           | 2023-24       | 25    | 0     | 3                | 1                | —                     | —                     | —               | —               | 28    | 1     |
| Cagliari Calcio · Italia         | 1.ª           | 2024-25       | 6     | 0     | 3                | 0                | —                     | —                     | —               | —               | 9     | 0     |
| Cagliari Calcio · Italia         | Total club    | Total club    | 52    | 2     | 6                | 1                | 0                     | 0                     | 0               | 0               | 58    | 3     |
| Total carrera                    | Total carrera | Total carrera | 243   | 22    | 16               | 6                | 0                     | 0                     | 3               | 0               | 262   | 28    |